# Hilda Holm
Hilda Holm, född 1 augusti 1870 i Lagmansereds församling, Älvsborgs län, död 11 februari 1937 i Eskilstuna Klosters församling, Södermanlands län, var en svensk rösträttsaktivist. 
Hon var verksam i kampanjen för införandet av kvinnlig rösträtt i Sverige och ordförande för Föreningen för kvinnans politiska rösträtt i Eskilstuna 1919-1921.